# Albin Lesky
Albin Lesky (ur. 7 lipca 1896 w Grazu, zm. 28 lutego 1981 w Innsbrucku) – austriacki filolog klasyczny. 
Studiował filologię klasyczną w Grazu. W 1932 został profesorem grecystyki w Grazu, a w 1936 w Innsbrucku. W 1949 powrócił do Wiednia, gdzie pracował do przejścia na emeryturę w 1967. Od 1963 do 1964 był rektorem Uniwersytetu w Wiedniu. Jego żoną była Erna Lesky.
Głównym przedmiotem jego badań był epos grecki i jego powiązania z mitem oraz tragedia grecka. Jego dzieła Geschichte der griechischen Literatur i Die griechische Tragödie należą do kanonu XX-wiecznej filologii. Napisał wiele haseł w nowym wydaniu Realencyclopädie der Classischen Altertumswissenschaft, dotyczących m.in. dziejów recepcji utworów Homera i Pisma linearnego B. 
W języku polskim ukazała się jego dzieło Die griechische Tragödie (Tragedia grecka, przeł. Magdalena Weiner, Kraków 2006). Stanowi ona ujęte chronologicznie kompendium wiedzy o tragedii greckiej o charakterze podręcznikowym, zawierające omówienia wszystkich zachowanych tragedii i wielu fragmentów, koncentrujące się na ich kontekście historycznym i wzajemnych relacjach i zaznaczające odbijające się w nich nurty ideowe. Rozległa i bezstronna jest początkowa część książki, poświęcona kontrowersjom wokół genezy tragedii greckiej.
Od 1950 był członkiem Austriackiej Akademii Nauk – w latach 1963–1969 był jej wiceprzewodniczącym, w latach 1969–1970 przewodniczącym. Zabiegał o utrzymanie austriackich gimnazjów klasycznych. Był także członkiem korespondentem Niemieckiego Instytutu Archeologicznego w Rzymie. W 1990 otrzymał Pour le Mérite za Naukę i Sztukę.
Za dokonania naukowe Lesky otrzymał doktoraty honoris causa, m.in. uniwersytetów w Innsbrucku, Atenach, Gandawie, Glasgow i Salonikach.

## Wybrane dzieła
- Strom ohne Brücke, Leykam, Graz 1918
- Alkestis, der Mythus und das Drama, Hölder-Pichler-Tempsky, Wiedeń 1925
- Die griechische Tragödie, Kröner, Stuttgart 1938
- Der Kosmos der Choephoren, Hölder-Pichler-Tempsky, Wiedeń 1943
- Humanismus als Erbe und Aufgabe, Rauch, Innsbruck 1946
- Erziehung, Tyrolia, Innsbruck1946
- Thalatta, Rohrer, Wiedeń 1947
- Die Maske des Thamyris, Rohrer, Wiedeń 1951
- Sophokles und das Humane, Rohrer, Wiedeń 1952
- Die Homerforschung in der Gegenwart, Sexl, Wiedeń 1952
- Die Entzifferung von Linear B, Rohrer, Wiedeń 1954
- Die tragische Dichtung der Hellenen, Vandenhoeck & Ruprecht, Getynga 1956
- Geschichte der griechischen Literatur, Francke, Berno 1957
- Göttliche und menschliche Motivation im homerischen Epos, Winter, Heidelberg 1961
- Homeros, Druckenmüller, Stuttgart 1967
- Herakles und das Ketos, Österreichische Akademie der Wissenschaften, Wiedeń 1967
- Gesammelte Schriften, Francke, Berno 1966
- Vom Eros der Hellenen, Vandenhoeck & Ruprecht, Getynga 1976